# David Sassoli

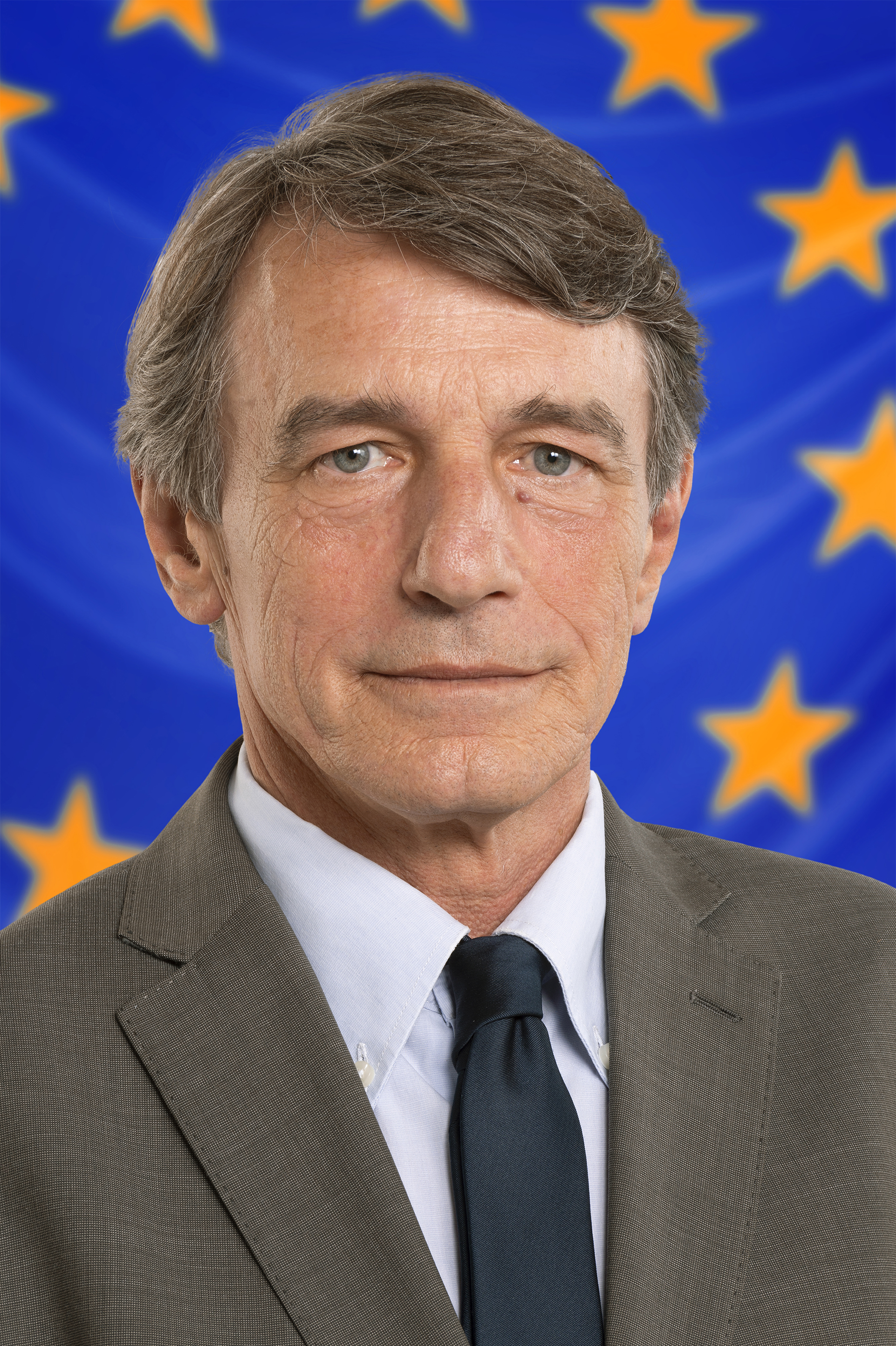
David Sassoli (2019)

David-Maria Sassoli [sasˈsɔːli] (* 30. Mai 1956 in Florenz; † 11. Januar 2022 in Aviano) war ein italienischer Journalist und Politiker des Partito Democratico (PD). Er war von 2009 bis zu seinem Tod Mitglied des Europäischen Parlaments, von 2014 bis 2019 Vizepräsident und vom 3. Juli 2019 bis zu seinem Tod Präsident des Europäischen Parlaments.

## Journalistische Tätigkeit
David Sassoli absolvierte ein Studium der Politikwissenschaft an der Universität Florenz. Nach der Mitarbeit bei kleineren Tageszeitungen und bei Presseagenturen wurde er 1985 Mitglied der römischen Redaktion von Il Giorno. 1992 wechselte er zum öffentlich-rechtlichen Fernsehen und wurde Mitarbeiter von Sandro Curzi beim Telegiornale von Rai 3. Hauptthemen seiner Berichte waren Mafia und organisierte Kriminalität. In der Saison 1996–97 leitete er die Nachmittagssendung La cronaca in diretta für Rai 2 unter Carlo Freccero. Dafür erhielt er 1997 den Premio Ischia Internazionale di Giornalismo als bester Fernsehjournalist des Jahres.
Im Jahr 1999 trat er als Sonderkorrespondent in die Redaktion von TG1, der Hauptnachrichtensendung von Rai 1, ein. 2007 wurde er Vizedirektor von TG1 und Verantwortlicher für TV7 und Speciale TG1, Sendungen mit politischen Hintergrundinformationen. Von 2004 bis 2007 war er Vorsitzender des römischen Journalistenverbands (Associazione Stampa Romana). Er engagierte sich auch bei der Vereinigung Articolo 21, die sich für Meinungs- und Pressefreiheit einsetzt (die in Artikel 21 der italienischen Verfassung geschützt sind).

## Politische Karriere

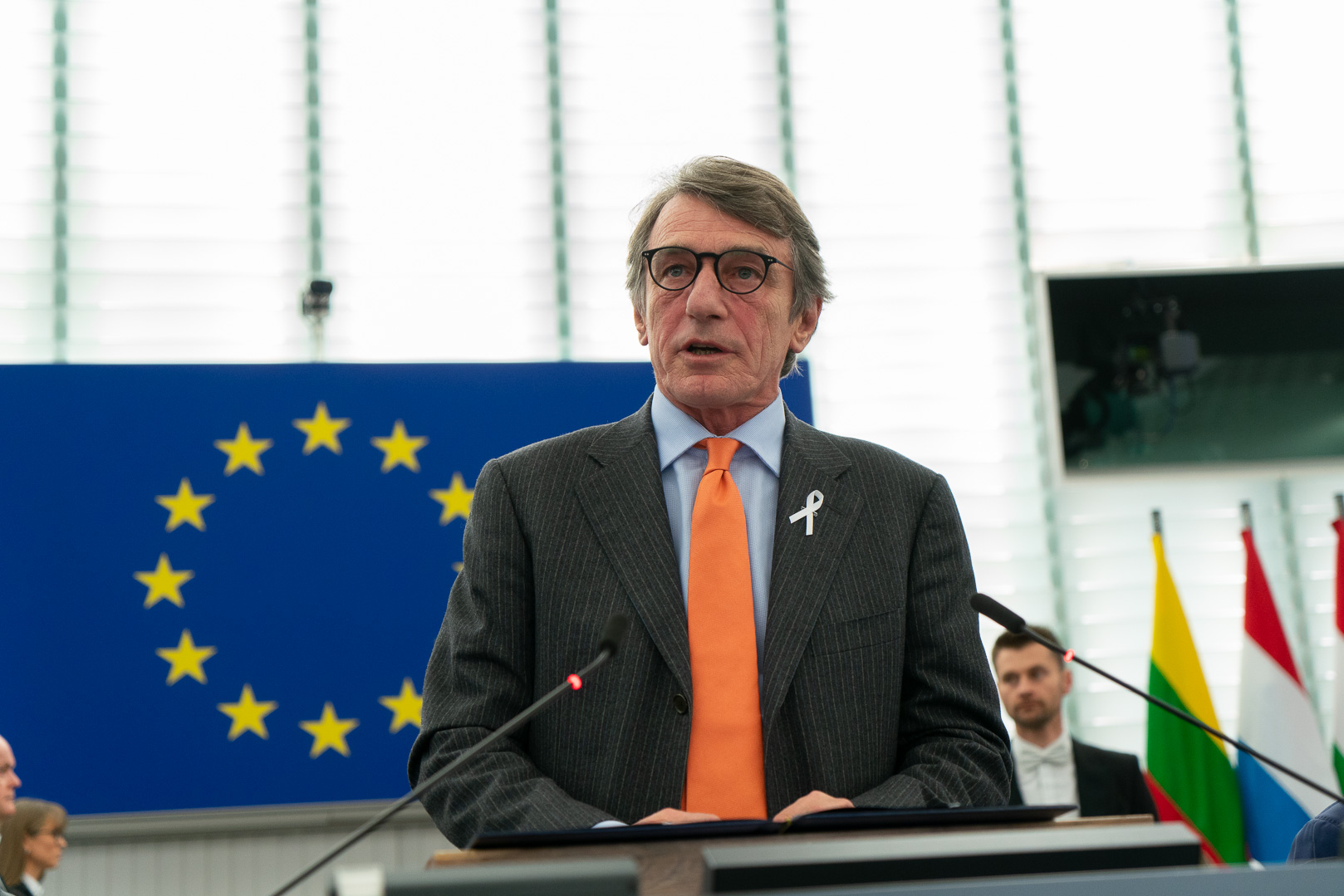
Sassoli eröffnet als Präsident des Europäischen Parlaments die Parlamentssitzung im November 2019

Bei der Europawahl 2009 wurde Sassoli als Spitzenkandidat des Partito Democratico in Mittelitalien und mit über 400.000 Vorzugsstimmen in das Europäische Parlament gewählt. Während seiner Abgeordnetenzeit war er ohne Bezüge bei der RAI beurlaubt; er kündigte an, dass er „den Rest [s]eines Lebens der Politik widmen“ wolle.
Er gehörte der Fraktion der Progressiven Allianz der Sozialdemokraten (S&D) an und war in der Legislaturperiode 2009–2014 Sprecher der Gruppe der PD-Abgeordneten. Von 2009 bis 2010 war er Mitglied im Entwicklungsausschuss, von 2010 bis 2014 im Ausschuss für Verkehr und Fremdenverkehr. Zudem war er Delegierter für die Beziehungen zu Israel sowie für die Beziehungen zum Panafrikanischen Parlament. Vor der Bürgermeisterwahl in Rom 2013 bewarb sich Sassoli bei der Vorwahl um die Kandidatur des Mitte-links-Bündnisses. Er kam mit 28 % der Stimmen auf den zweiten Platz hinter Ignazio Marino, der die Kandidatur und anschließend auch die Wahl zum Bürgermeister gewann.
Nach seiner Wiederwahl als Europaparlamentarier 2014 war Sassoli in der Legislaturperiode bis 2019 einer der Vizepräsidenten des EU-Parlaments. Außerdem gehörte er wieder dem Ausschuss für Verkehr und Fremdenverkehr sowie zusätzlich der Delegation für den Parlamentarischen Stabilitäts- und Assoziationsausschuss EU–Serbien an. Er trat als Kritiker der italienischen Regierung aus Lega und 5-Sterne-Bewegung auf, insbesondere in Bezug auf die Migrationsfrage und die konfrontative Haltung gegenüber den EU-Institutionen.
Am 3. Juli 2019 wurde er als Nachfolger seines Landsmannes Antonio Tajani zum Präsidenten des EU-Parlaments gewählt. Er erhielt im zweiten Wahlgang 345 von 667 gültigen Stimmen, eine absolute Mehrheit.
Sassoli gehörte dem antifaschistischen Verein Associazione Nazionale Partigiani d’Italia an. Der Entschließung des Europäischen Parlaments zur Bedeutung des europäischen Geschichtsbewusstseins für die Zukunft Europas vom 19. September 2019 hatte er zwar aus Fraktionsdisziplin zugestimmt, nachträglich jedoch in Ablehnung geändert.
Im Dezember 2021 gab er bekannt, für die anstehende Präsidentschaftswahl des EU-Parlaments im Januar 2022 nicht mehr zur Verfügung zu stehen, um mit seiner Kandidatur nicht das pro-europäische Lager zu spalten. Wenige Tage später verstarb er im Amt. 

## Privates
David Sassoli war ein Sohn des toskanischen Intellektuellen Domenico Sassoli, einem ehemaligen Mitglied der Resistenza und wichtigen Vordenker der Democrazia Cristiana. Sassoli war verheiratet und hatte zwei Kinder. Er galt als progressiver Katholik und war seit seiner Jugend in katholischen Organisationen engagiert. Außerdem war er Fan des Fußballvereins AC Florenz.

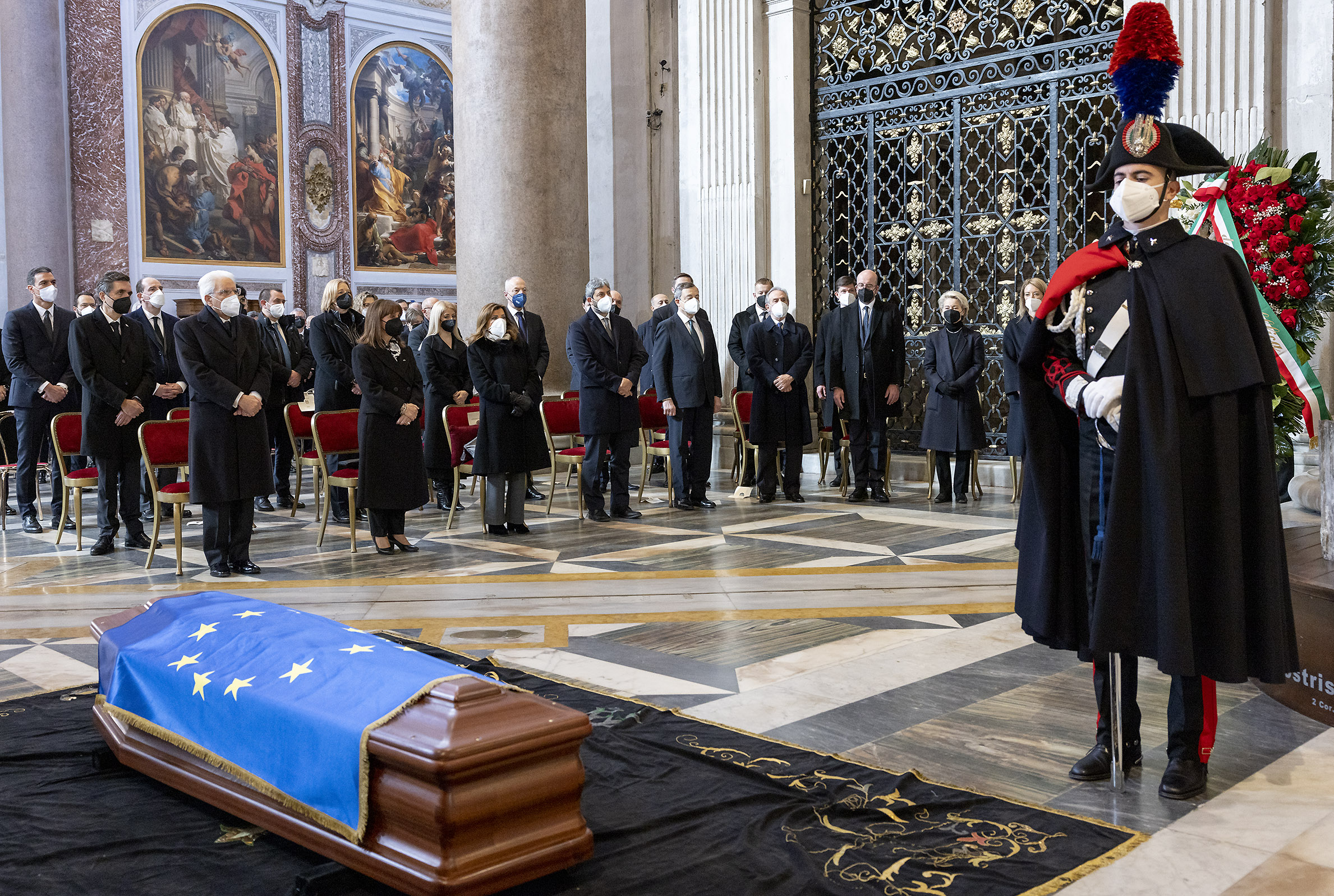
Staatsbegräbnis für David Sassoli am 14. Januar 2022 in der Basilika Santa Maria degli Angeli e dei Martiri in Rom

David Sassoli war an Leukämie erkrankt. Er wurde ab dem 26. Dezember 2021 in einer onkologischen Fachklinik in Aviano behandelt; dort starb er am 11. Januar 2022 im Alter von 65 Jahren. Drei Tage später fand in der römischen Basilika Santa Maria degli Angeli e dei Martiri das Staatsbegräbnis für ihn statt. 